# District de Serres
Le district de Serres est une ancienne division territoriale française du département des Hautes-Alpes de 1790 à 1795.
Il était composé des cantons de Serres, Laragne, Aspres, Montmorin, Orpierre, Ribiers et Saint André.
Le district est par la suite intégralement incorporé à l'arrondissement de Gap. 